# Тиберије (син цара Констанса II)
Тиберије (стгрч. Τιβέριος     ) је био византијски цар - савладар од 659. до 681. године. Био је син цара Констанса II и царице Фаусте, за цара - савладара је проглашен 659. године, пре него што је његов отац отишао у Италију. После Констансове смрти, Тиберијев брат Константин IV ступио је на престо као старији цар - савладар. Цар Константин IV је покушао да уклони и Тиберија и Ираклија као цареве - савладаре, што је изазвало народну побуну 681. Цар Константин IV је прекинуо побуну обећањем да ће пристати на захтеве побуњеника, пославши их кући, али доводећи њихове вође у Цариград . Цар Константин IV је наредио да се вође побуне погубе, затим затворио је своју браћу Тиберија и Ираклија и наредио је да се осакате, након чега су нестали из историје.

## Живот
Тиберије је био најмлађи син цара Констанса II . Мајка му је била царица Фауста, ћерка патриција и генерала Валентина .  Иако је његов најстарији брат цар Константин IV 654. године проглашен за савладара, , непосредно пре одласка његовог оца у Италију 659. године, Тиберија је такође проглашен за цара - савладара, заједно са својим старијимг братом Ираклијем. Церемонија крунисања одржана је између 27. априла и 9. августа. С обзиром на то да се већина крунисања одвијала у празничним данима, врло је вероватно да је ово било у недељу (2. јуна).  Године 663. цар Констанс II је покушао доведе синове на Сицилији, али је то изазвало народни устанак у Цариграду,  који су предводили Теодор из Колонеје и Андреј,  а браћа су остала у престоници царства. 
Смрћу цара Констанса II 668. године, Константин IV је постао старији цар.  Након што је тринаест година владао заједно са Тиберијем и Ираклијем, цар Константин IV је покушао да деградира своју браћу са царског положаја, али је то изазвало војну побуну у Анатоличкој теми (у модерној Турској).  Војска је кренула ка Хрисопољу и послала делегацију преко мореуза Хелеспонта у Цариград, захтевајући да два брата остану савладари заједно са царем Константином IV.  Они су свој захтев заснивали на веровању да, пошто је Небом владало Тројство, на исти начин царством треба да управљају три цара.  Суочен са овом ситуацијом, цар Константин IV је будно пазио на своју браћу и послао преко поузданог официра, Теодора, капетана Колонеје. Цар Константин IV је дао Теодору деликатан задатак да похвали војнике за њихову оданост и да се сложи са њиховим образложењем, са циљем да их убеди да се врате у своје касарне у Анадолији.  Такође је позвао вође побуне да дођу у Цариград и консултују се са Сенатом како би могли да започну процес потврђивања жеља војске.  Задовољна овим очигледно позитивним исходом, војска се вратила у Анадолију, док су покретачи покрета ушли у град.  Пошто је војна претња сада нестала, цар Константин IV је кренуо против вођа побуне, заробио их и дао их обесити у Сике . 
Пошто су били у фокусу завере да се ограничи Константинова власт, и он и његов брат су сада били осумњичени у очима старијег цара; такође, цар је желео да подигне сопственог сина, будућег Јустинијана II .  Негде између 16. септембра и 21. децембра 681. године, цар Константин IV је наредио сакаћење своје браће резањем носова и наредио да се њихове слике више не појављују ни на једном новцу и да се њихова имена уклоне из све службене документације;  вероватно да ће га наследити његов син Јустинијан II .  После ове тачке, историја их више не помиње. 